# Sgùrr a' Mhuilinn
Sgùrr a' Mhuilinn är ett berg i Storbritannien.   Det ligger i kommunen Highland och riksdelen Skottland, i den norra delen av landet, 700 km norr om huvudstaden London. Toppen på Sgùrr a' Mhuilinn är 832 meter över havet, eller 122 meter över den omgivande terrängen. Bredden vid basen är 1,3 km.
Terrängen runt Sgùrr a' Mhuilinn är huvudsakligen kuperad.Runt Sgùrr a' Mhuilinn är det mycket glesbefolkat, med 3 invånare per kvadratkilometer. Omgivningarna runt Sgùrr a' Mhuilinn är i huvudsak ett öppet busklandskap.